# George Charles Bingham
El Mariscal de campo George Charles Bingham, 3.er conde de Lucan, GCB (16 de abril de 1800 - 10 de noviembre de 1888), conocido como Lord Bingham antes de 1839, fue un militar británico, recordado por su participación en la guerra de Crimea.

## Biografía
Nacido en Londres, hijo primogénito de Richard Bingham, 2.º conde de Lucan, por lo que gozó del apelativo de Lord ya desde su nacimiento. Cursó sus estudios en el Westminster School, pero abandonó su educación formal en 1816 para alistarse en el 6.º Regimiento de Infantería. Alcanzó el rango de teniente en 1820, y el de mayor en 1825, sirviendo en el Regimiento n.º 17 de Lanceros. En 1826 compró la plaza de teniente coronel, convirtiéndose en comandante de dicho regimiento. El mismo año fue elegido miembro del Parlamento por el Condado de Mayo (Irlanda), conservando el cargo hasta 1830. En 1829 contrajo matrimonio con Lady Anne Brudenell, séptima hija de Robert Brudenell, 6.º conde de Cardigan, y hermana de James Thomas Brudenell, con la que tuvo seis hijos.
A la muerte de su padre el 30 de junio de 1839, recibió el título de 3.er conde de Lucan. Fue nombrado Lord Teniente del Condado de Mayo en 1845, comportándose en su cargo de forma tan insensible como para granjearse el odio de muchos de los habitantes del mismo. En su carrera militar siguió ascendiendo, siendo nombrado Coronel en 1841 y Mayor general en 1851.

## Crimea
Con el estallido de la Guerra de Crimea, siendo el oficial de caballería presente de mayor rango, fue nombrado comandante de la división de caballería. Su cuñado, Lord Cardigan, que comandaba la Brigada Ligera, era uno de sus subordinados. Fue una situación desafortunada, pues ambos hombres se odiaban mutuamente con toda pasión.
Durante la batalla de Balaclava, Lord Lucan recibió orden del comandante británico, Lord Raglan, de avanzar y cargar contra los cañones rusos en el fondo del valle. La orden le fue entregada por el ayudante de campo de Lord Raglan, el Capitán Nolan. Bingham ordenó a Brudenell que liderara la carga de la Brigada Ligera contra los cañones, siendo el mismo Nolan quien tuvo que transmitir el mensaje. La cadena de malentendidos y confusiones que resultó acabó causando la desastrosa Carga de la Brigada Ligera. Mientras reagrupaba a toda prisa a la Brigada Pesada para dirigirla en ayuda de la Brigada Ligera, Bingham recibió una herida leve en una pierna. Posteriormente, Raglan culpó a Lucan del desastre, afirmando que "usted ha perdido la Brigada Ligera", y le censuró en sus despachos; aunque Lucan protestó por dichas censuras, la relación entre el jefe del ejército y el jefe de la caballería estaba claramente rota, por lo que fue llamado de vuelta a Inglaterra a comienzos de marzo de 1855.

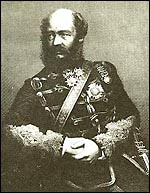
George Charles Bingham.

A su llegada, Bingham pidió declarar ante un consejo de guerra, pero su petición fue denegada, y en su lugar se defendió de las acusaciones de incompetencia en una declaración frente a la Cámara de los Lores. En ella, acusó de todo el asunto a las órdenes emitidas por Lord Raglan, y sobre todo a la transmisión de las mismas realizadas por su ayudante de campo, el Capitán Nolan, que había fallecido durante la carga. La táctica aparentemente le salió bien, ya que fue nombrado caballero gran cruz de la Orden del Baño el 5 de julio, y Coronel jefe del 8.º Regimiento de Reales Húsares Irlandeses del Rey, que había cargado integrado en la Brigada Ligera, el 17 de noviembre de 1855. Aunque nunca volvió a prestar servicio activo, fue ascendido a Teniente general el 24 de diciembre de 1858, a General el 28 de agosto de 1865, y finalmente a Mariscal de campo el 21 de junio de 1887.
Falleció el 10 de noviembre de 1888 en su casa del n.º 13 de South Street, Park Lane, Londres, y fue enterrado en Laleham, Middlesex.